# Cucuruzzu
Cucuruzzu è un sito archeologico preistorico in Corsica, scoperto nel 1959 e indagato con scavi archeologici nel 1963.
Un sentiero scende in lieve pendenza in un vallone e raggiunge il luogo dove si trovano i resti di una grande fortezza/villaggio da cui si ha una vista sulla regione verdeggiante delle Cime di Bavella.

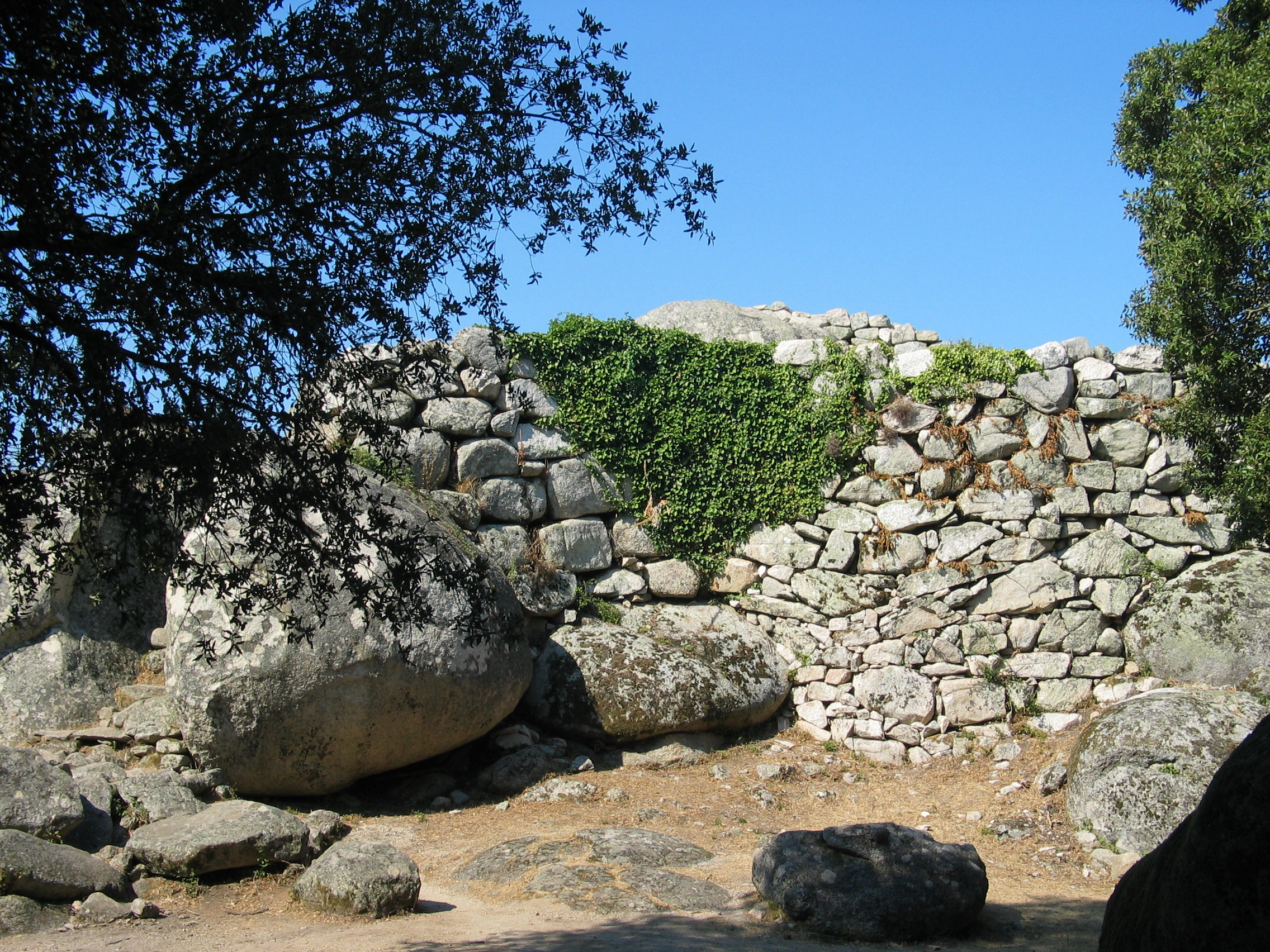
salita nella fortezza attraverso la scalinata sulla sinistra

Questo villaggio fortezza, risalente all'età del bronzo e che sarebbe stato abbandonato alla fine del terzo secolo prima di Cristo, integra gli elementi naturali quali i grandi blocchi di roccia granitica con pile di pietra realizzate dall'uomo a costituire dei muri a secco. 
Una scalinata dai blocchi rozzamente squadrati porta all'interno occupato da piccoli locali o rifugi disposti su di una superficie di circa 400 m².

## Storia della valorizzazione del sito
Dopo l'interesse rivolto a Cucuruzzu a partire dal 1959 da Roger Grosjean, archeologo conosciuto per aver studiato Filitosa, e gli scavi ai quali procedette tra il 1963 e il 1964, il sito fu acquisito nel 1975 dallo Stato francese che lo classificò come Monument historique vale a dire monumento nazionale nel 1982. 
Attualmente è affidato alla Collectivité Territoriale de Corse, il Governo regionale corso.
Restaurato nel 1991 e sbarazzato della vegetazione che lo copriva, oggi il sito è accessibile al pubblico cercando di limitarne il degrado.

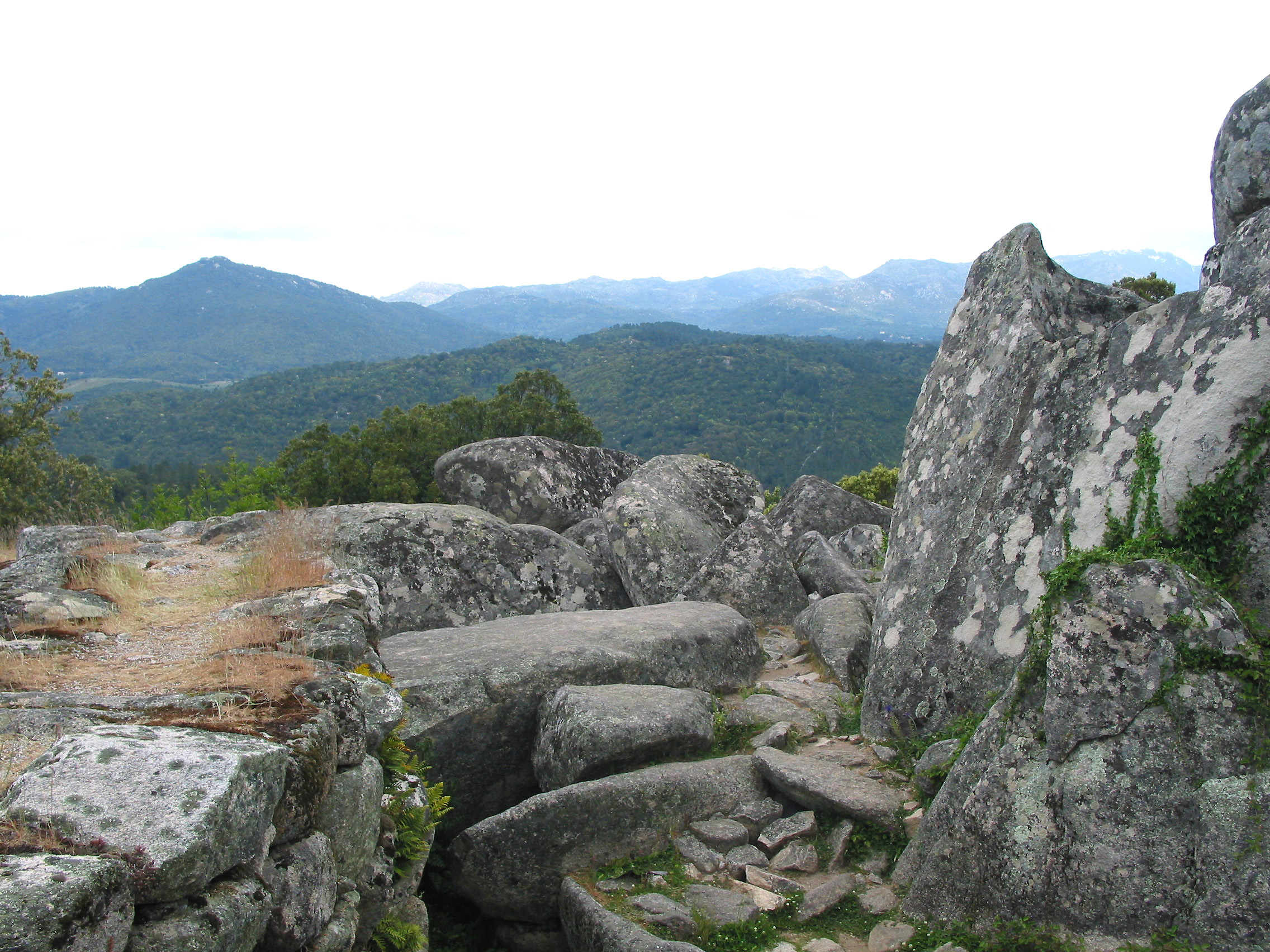
Parte superiore del sito
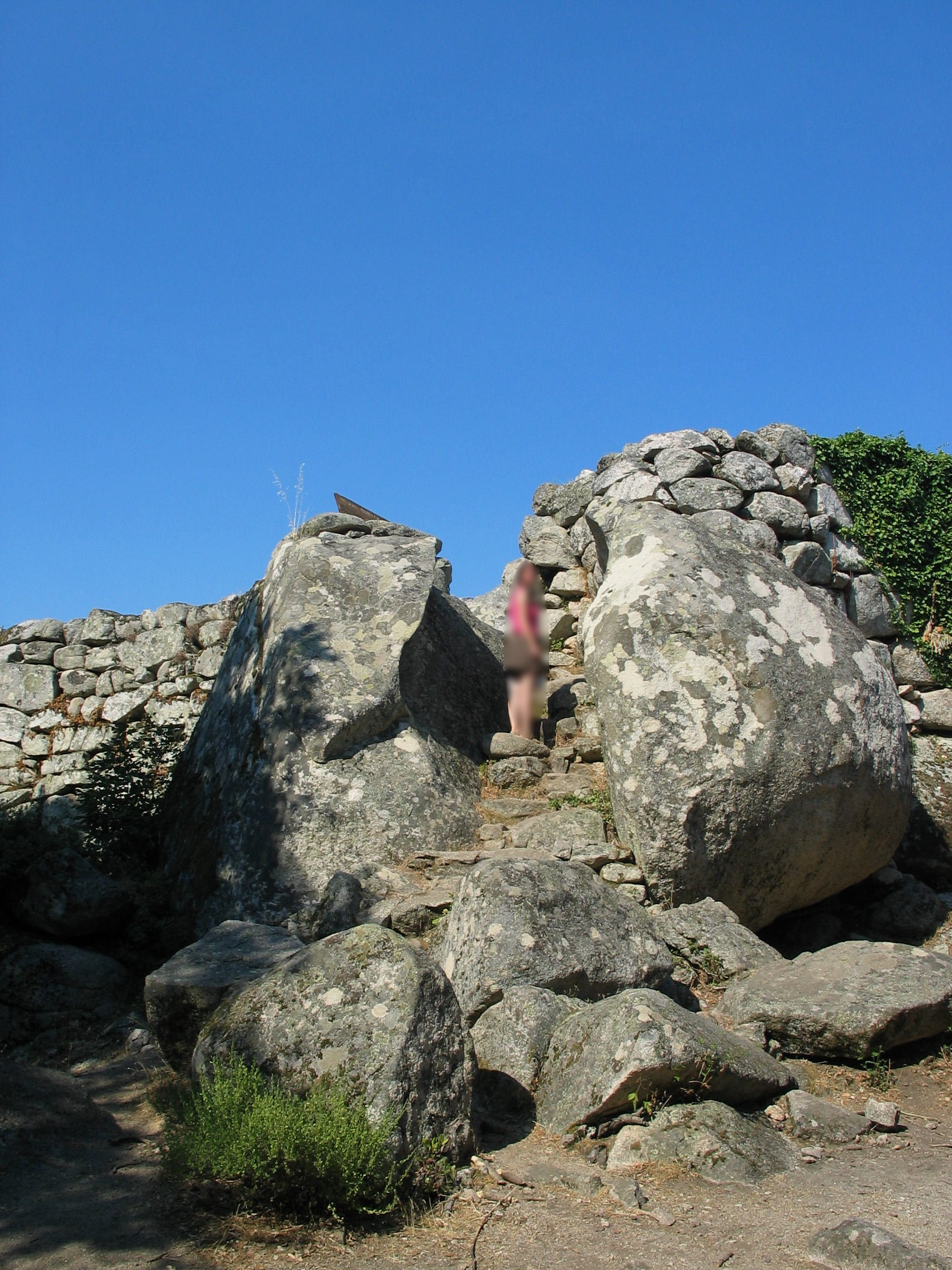
Scalinata tagliata nella roccia
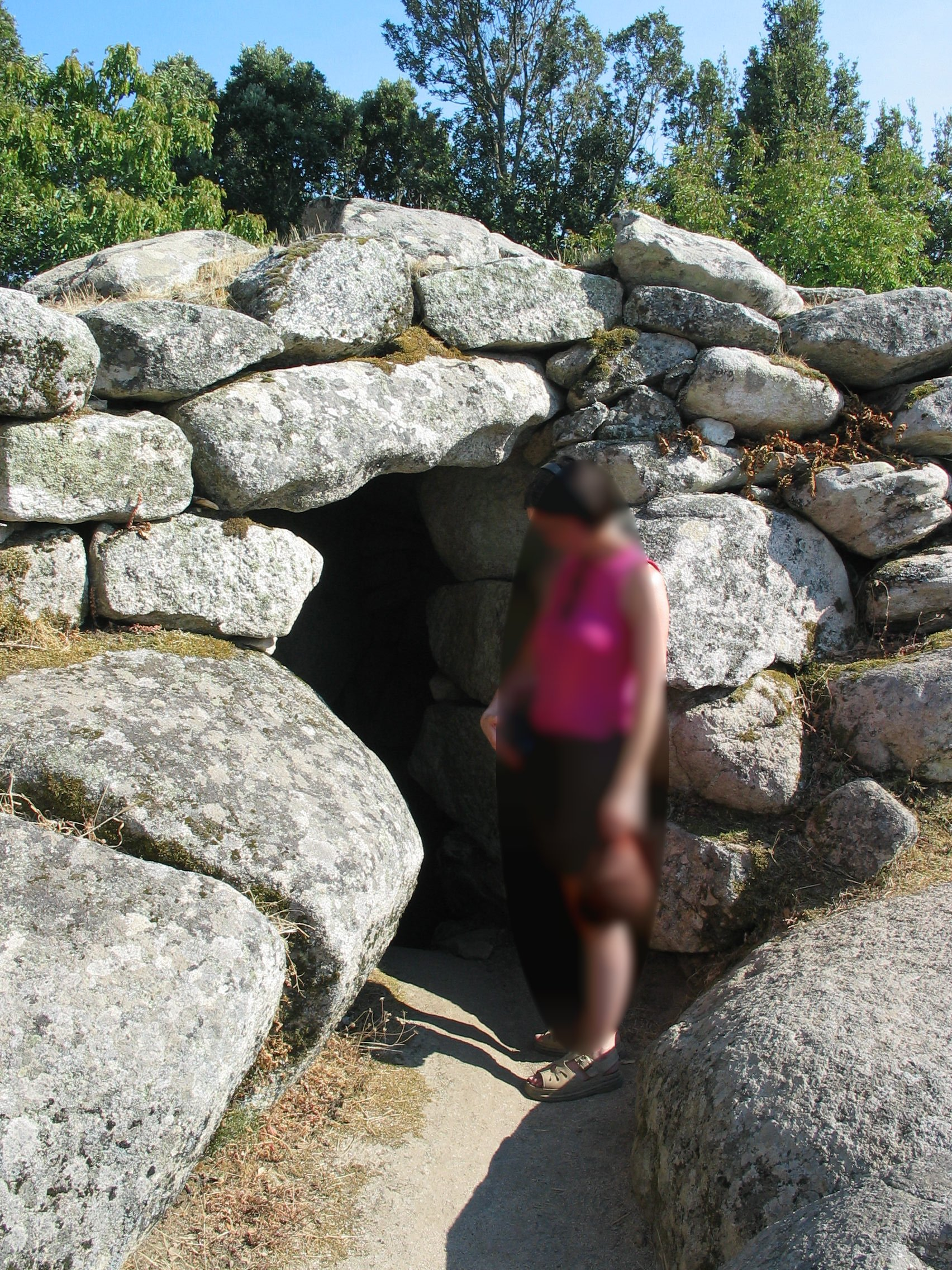
Uno dei ripari interni
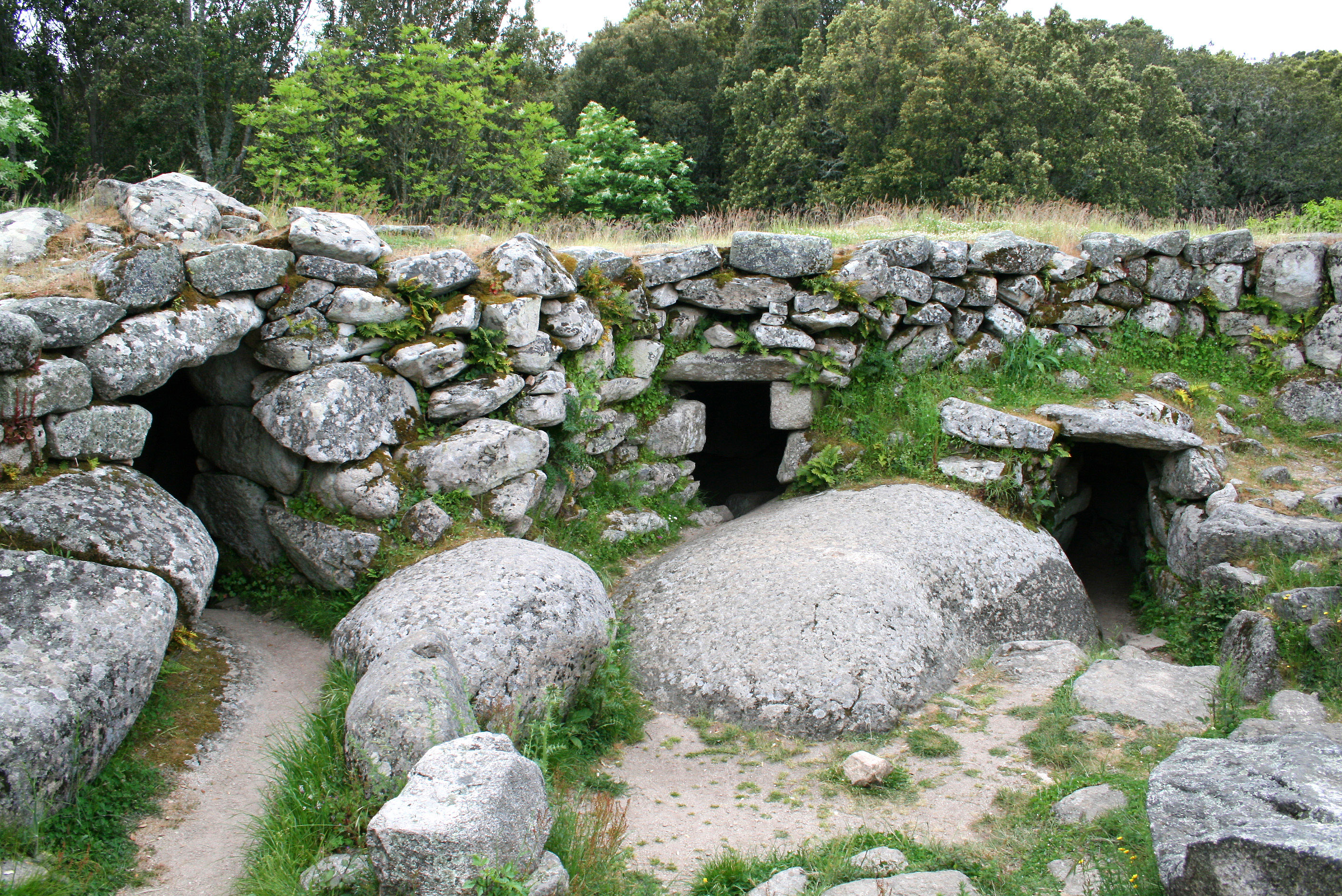
Mura ciclopiche

## Condizioni di visita
Raggiungendo l'altezza di circa 5 metri, è vietato l'accesso alla parte superiore dei muri perimetrali tramite cartelli di divieto d'accesso e di messa in guardia da cadute o danni al monumento.
La visita del sito, insieme al vicino sito archeologico di Capula, è a pagamento e si compie con un biglietto plastificato con un registratore portatile che va restituito prima dell'uscita. Undici colonnine (colorate e numerate) fiancheggiano i sentieri e segnalano la disponibilità di un commento scritto o registrato.
Molto vicino si trova il sito di Capula (con altre sei colonnine/commento), un altro Castellu abitato questa volta fino al Medio evo come è attestato dagli scavi archeologici effettuati in quel luogo.
I reperti scoperti si trovano presso il Musée de l'Alta Rocca, a Levie.

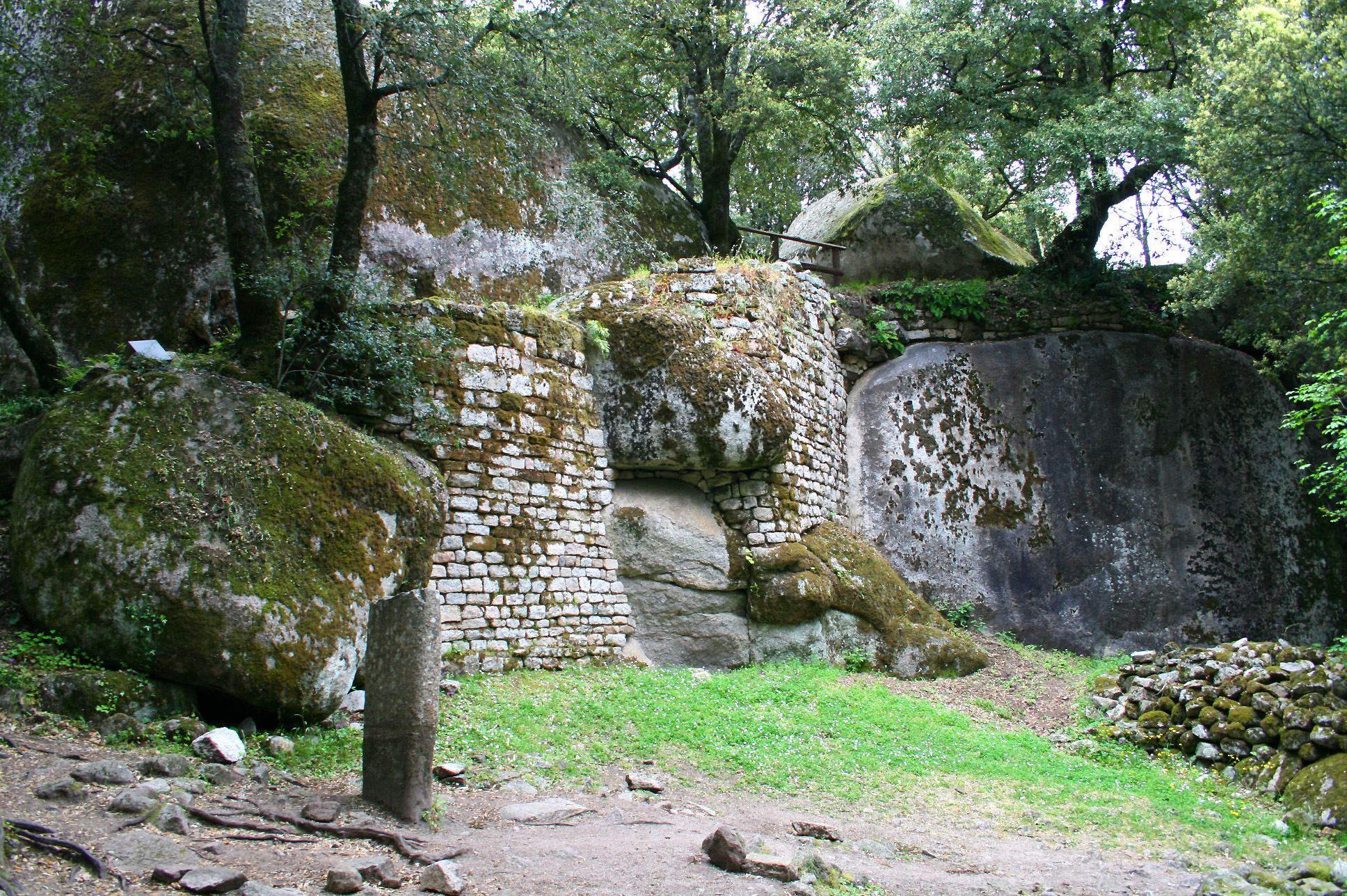
Il sito di Capula
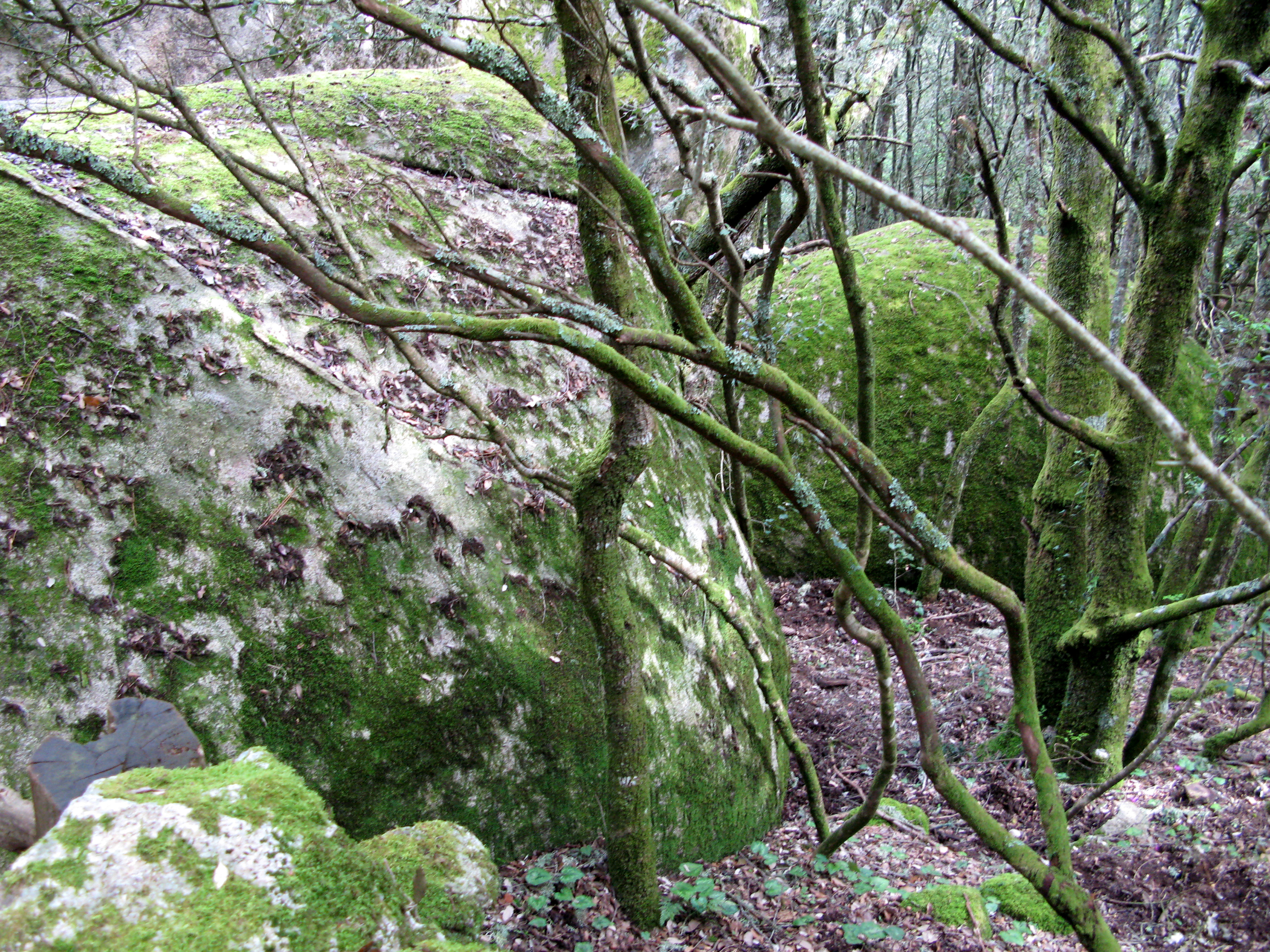
Blocchi nascosti nella vegetazione
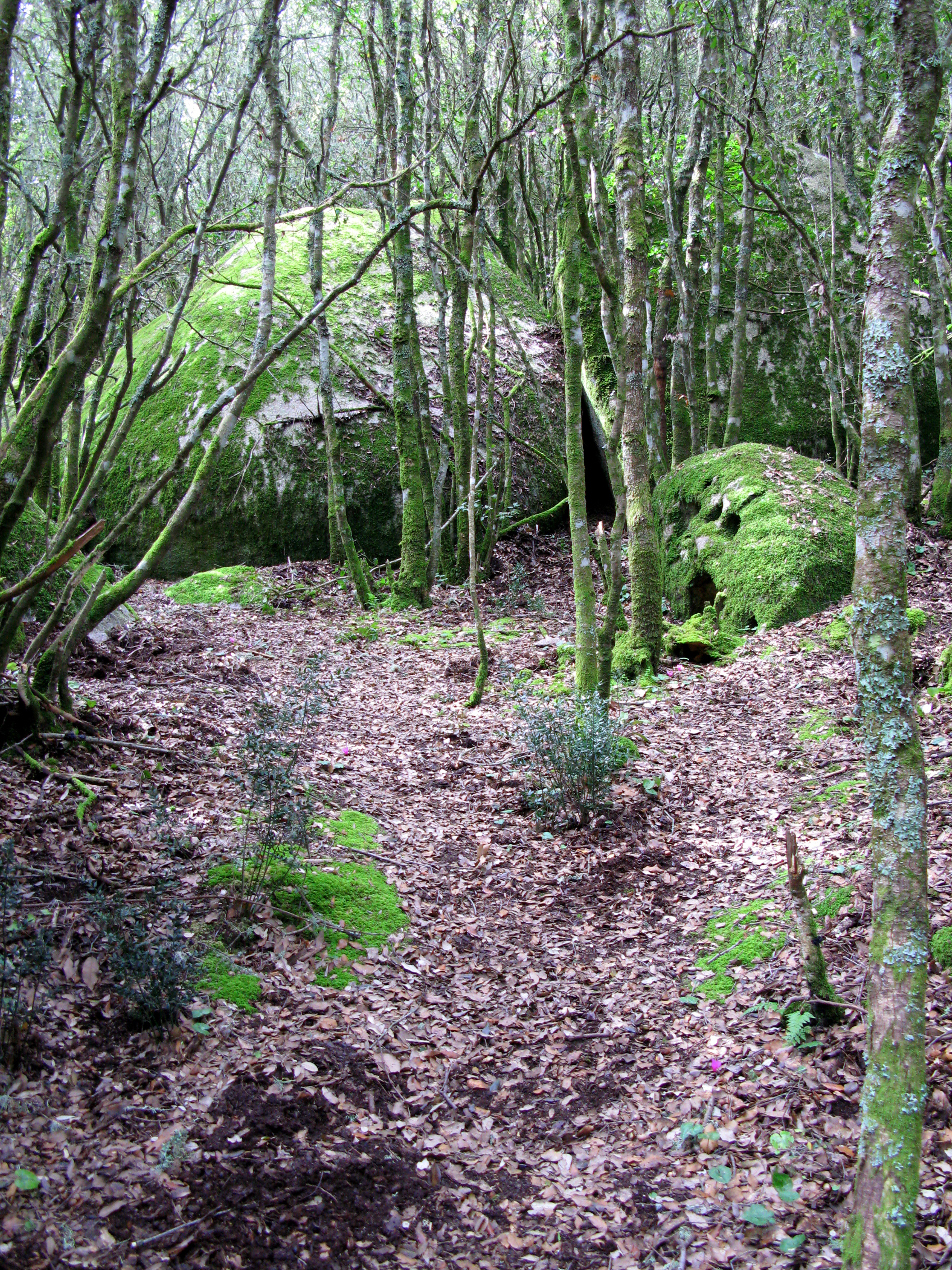
Forme strane e piccole cavità
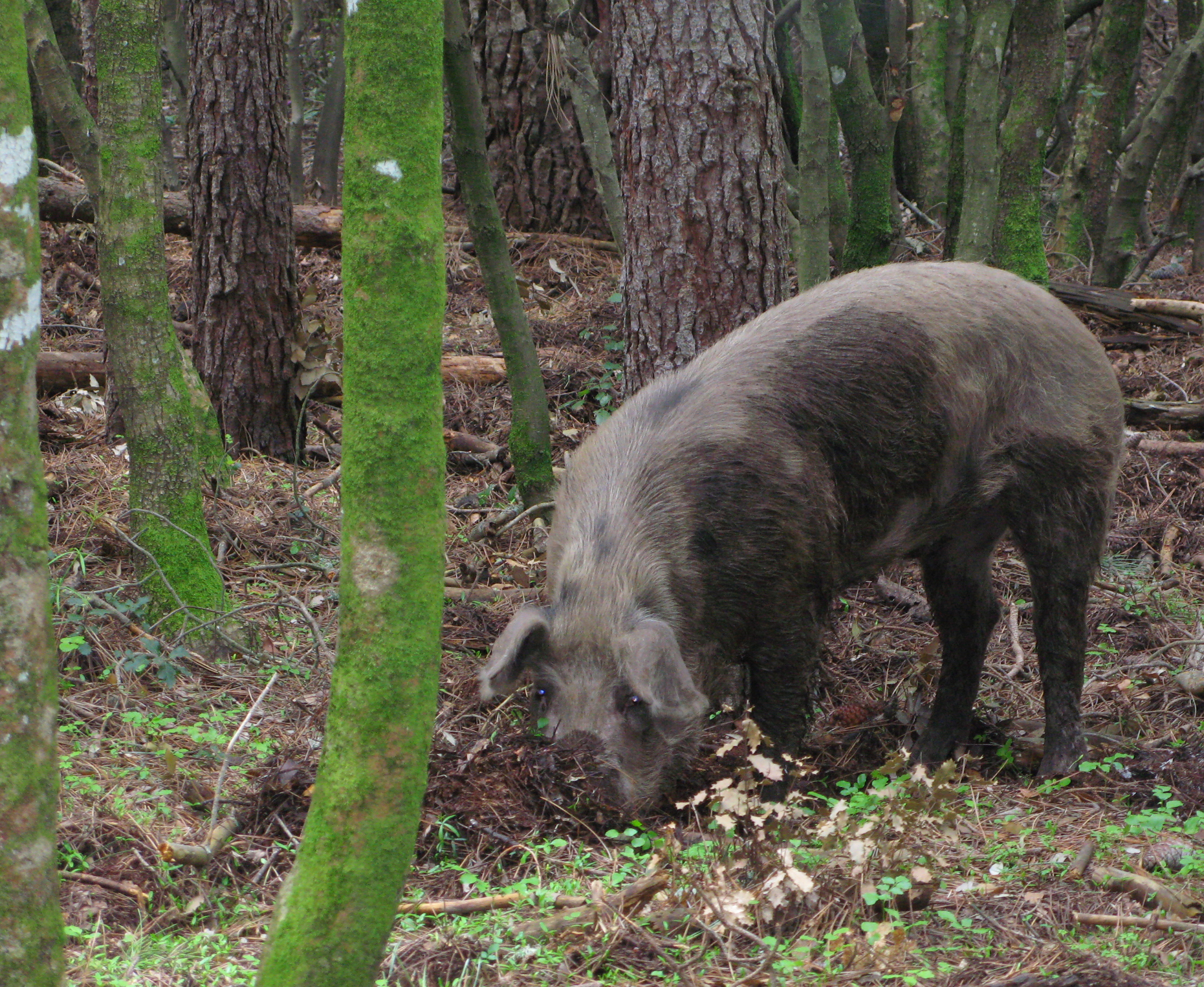
Maiale semi-selvatico indifferente alla presenza umana